# Actinoscirpus grossus
Actinoscirpus es un género monotípico de plantas herbáceas perteneciente a la familia de las ciperáceas. Su única especie es Actinoscirpus grossus (L.f.) Goetgh. & D.A.Simpson. Se distribuye por Pakistán, India, S. China, Sudeste de Asia, Malasia Australia tropical.

## Descripción

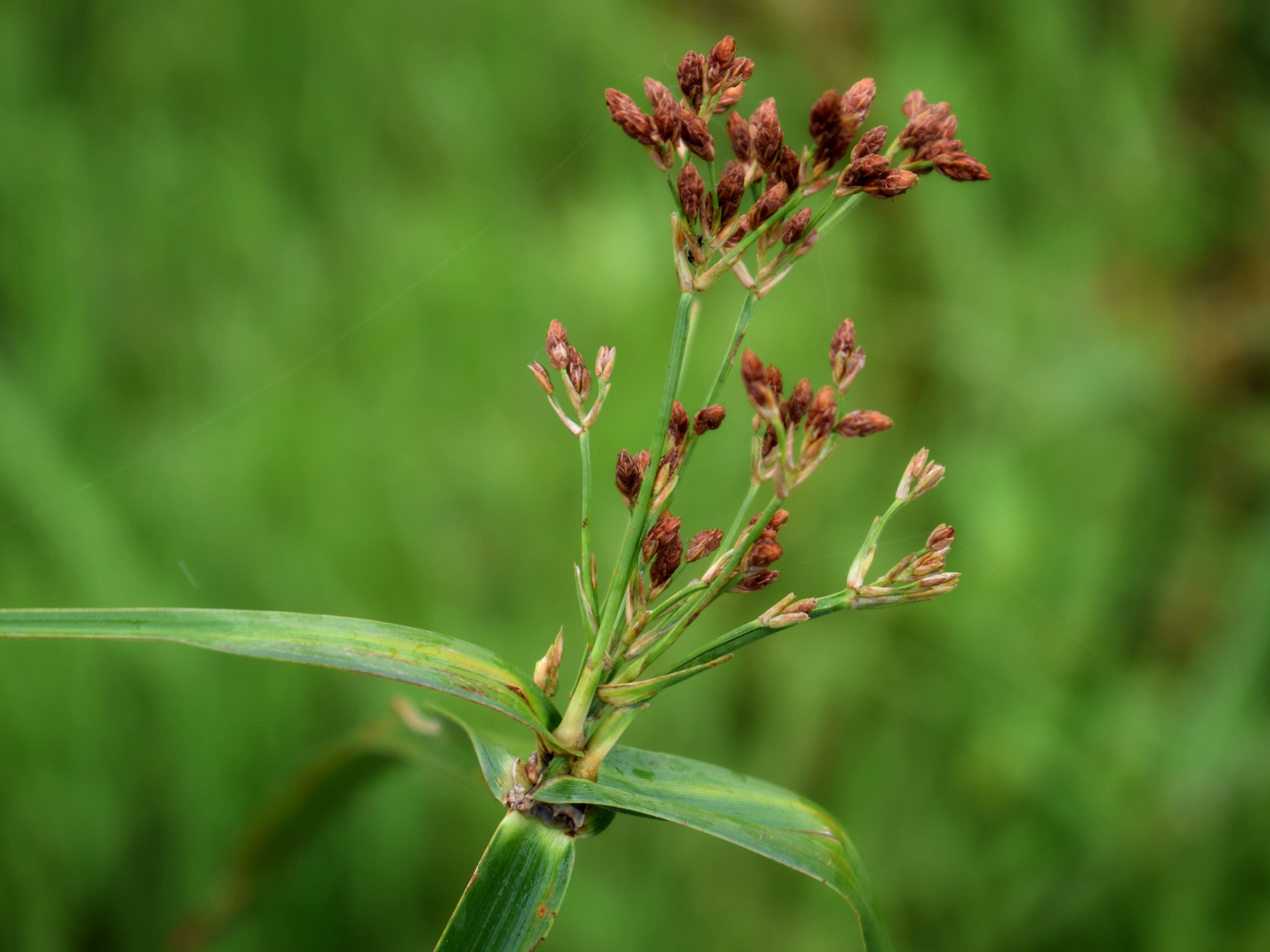
Inflorescencia

Planta perenne estolonífera que alcanza un tamaño de 2 m de altura. Los tallos fuertemente trígonos, bordes escabrosos, lados cóncavos. Hojas la mitad de la longitud del tallo; vainas de 14-20 cm, verde suave, amarillento, desintegrándose en fibras; palas 60-100 cm x 5-27 mm, plana, verde grisáceo, quilla, los márgenes ligeramente revolutos, escabrosos. Inflorescencia de 12 x 10 cm; brácteas de 60 x 1,5 cm; las ramas primarias más de 10, hasta 60 mm, dos de cada profilo basal tubular; glumas 2.4 a 2.7 mm, cimbiforme, de púas, ápice redondeado, con corto mucrón, sin nervios laterales, de color marrón, con flecos margen estrecho. Periantio con cerdas ligeramente más largas que la fruta; estambres 3, anteras c. 1,5 mm. Núcula de 1.5 a 1.6 x 1.1 a 1.2 mm, ampliamente obovoide, apiculada, finamente papillose, brillante, marrón pálido o marrón.

## Taxonomía
Actinoscirpus grossus fue descrita por (L.f.) Goetgh. & D.A.Simpson y publicado en Kew Bulletin 46(1): 171. 1991.
Sinonimia
- Actinoscirpus grossus var. grossus
- Hymenochaeta grossa (L.f.) Nees
- Hymenochaeta haematodes Nees & Meyen
- Hymenochaeta maxima (Roxb.) Nees
- Isolepis maxima A.Dietr.
- Schoenoplectus grossus (L.f.) Palla
- Scirpus aemulans Steud.
- Scirpus canaliculatotriqueter Steud.
- Scirpus griffithii Boeckeler
- Scirpus grossus L.f.
- Scirpus maximus Roxb.
- Scirpus scaberrimus Boeckeler[3]

var. kysoor (Roxb.) Noltie
- Rhynchospora kysoor (Roxb.) A.Dietr.
- Scirpus grossus f. kysoor (Roxb.) Beetle
- Scirpus kysoor Roxb.
- Scirpus kysoor L. f.